# William Isaacs
William Henry Tuckwell Isaacs (ur. 4 marca 1884 w Fulham, zm. 6 maja 1955 w Chichesterze) – brytyjski kolarz torowy, brązowy medalista olimpijski.

## Kariera
Największy sukces William Isaacs osiągnął w 1908, gdy wspólnie z Charlesem Brooksem zdobyli brązowe medale w wyścigu tandemów podczas igrzysk olimpijskich w Londynie. W zawodach tych zespół brytyjski uległ jedynie Francuzom (w składzie: André Auffray i Maurice Schilles) oraz swym rodakom: Frederickowi Hamlinowi i Thomasowi Johnsonowi. Był to jedyny medal wywalczony przez Isaacsa na imprezie rangi igrzysk olimpijskich i mistrzostw świata.